# Raúl Antonio Martínez Paredes
Raúl Antonio Martínez Paredes (San Martín Jilotepeque, 9 de mayo de 1943) es un eclesiástico católico guatemalteco, obispo auxiliar emérito de Santiago de Guatemala. Fue obispo de Sololá-Chimaltenango, entre 1999 y 2007 y auxiliar de Santiago de Guatemala desde 2007 hasta 2023.

## Biografía
Raúl Antonio nació el 9 de mayo de 1943, en el municipio guatemalteco de San Martín Jilotepeque.
Estudió medicina en la Universidad de San Carlos de Guatemala, pero descubrió su vocación religiosa y abandonó sus estudios universitarios para seguirla.
Ingresó en el Seminario de Sololá, donde realizó sus estudios eclesiásticos.

### Sacerdocio
Su ordenación sacerdotal fue el 17 de octubre de 1987, en su pueblo natal, a manos del obispo Eduardo Fuentes Duarte; incardinándose en la entonces diócesis de Sololá.
Como sacerdote desempeñó los siguientes ministerios:
- Vicario parroquial de Mazatenango.
- Párroco de Zaragoza y administrador parroquial de San Juan Comalapa.
- Párroco de Patulul.[4]
- Párroco de San Antonio Suchitepéquez.
- Párroco de Pochuta.
- Párroco de Patzún.
- Canciller de la Curia diocesana de Sololá.
- Vicario general de Sololá.[4]

### Episcopado
Sololá-Chimaltenango
En 1997, tras el fallecimiento del obispo Eduardo Fuentes Duarte; fue elegido administrador diocesano sede vacante de Sololá-Chimaltenango, por el Colegio de consultores. El 28 de enero de 1999, el papa Juan Pablo II lo nombró obispo de Sololá-Chimaltenango. Fue consagrado el 20 de marzo del mismo año, en el Gimnasio Polideportivo de Sololá, a manos del arzobispo Ramiro Moliner Inglés.
Santiago de Guatemala
El 28 de julio de 2007, el papa Benedicto XVI lo nombró obispo titular de Mizigi y obispo auxiliar de Santiago de Guatemala.
- Vicario general diocesano (2007-2021).[5]
- Vicario episcopal de la Vicaría del Nor-Occidente "Nuestra Señora del Rosario" (2014- 2018).

El 24 de febrero del año 2018, tras el fallecimiento del arzobispo Óscar Julio Vian Morales, fue nombrado administrador apostólico sede vacante de Santiago de Guatemala; cargo que ejerció hasta la posesión del nuevo arzobispo Gonzalo de Villa SJ, el 3 de septiembre de 2020.
El 21 de septiembre de 2021, fue nombrado administrador apostólico sede vacante de Izabal; cargo que ejerció hasta la posesión del nuevo obispo Miguel Ángel Martínez Méndez, el 18 de marzo de 2023.
El 7 de junio de 2023, el papa Francisco aceptó su renuncia por razones de edad al cargo de Obispo Auxiliar de la Arquidiócesis de Santiago de Guatemala, informó la Secretaría de Comunicaciones Sociales de la Conferencia Episcopal de Guatemala.